# Theresa Andrews
Theresa Andrews (New London, Connecticut, 25. kolovoza 1962.) je bivša američka plivačica.
Dvostruka je olimpijska pobjednica u plivanju.